# Liga com efeito memória de forma
Uma liga com efeito memória de forma (comumente referida como SMA, do inglês shape-memory alloy), também conhecida como Liga de memória de forma, é uma liga metálica que "se lembra" da sua forma original, de modo que, mesmo após deformada, tensionada, ou exposta a outras transformações, pode retornar ao formato anterior, ao ser aquecida. Este material é geralmente leve, de estado sólido e apresenta-se como uma alternativa aos atuadores mecânicos, tais como a hidráulica, pneumática, e sistemas motorizados. Essas ligas possuem aplicações nas áreas robótica, automotiva, aeroespacial e biomédica.

## Visão geral
Os tipos principais de ligas com efeito memória de forma são ligas de cobre-alumínio-níquel e níquel-titânio (NiTi). SMAs também podem ser criados a partir de outras ligas como zinco, cobre, ouro e ferro.
Embora SMAs a base de ferro e de cobre tais como Fe-Mn-Si, Cu-Zn-Al e Cu-Al-Ni sejam comercialmente mais baratos do que ligas de NiTi (também chamadas Nitinol), essas ligas de NiTi são preferíveis para a maioria das aplicações, devido à sua estabilidade, a praticidade e desempenho termo-mecânico. SMAs podem existir em duas diferentes fases, com três estruturas cristalinas diferentes (i.e. martensita maclada, martensita não maclada e austenita) e seis possíveis transformações.
As ligas de NiTi mudam de austenita para martensita após o resfriamento; Mf é a temperatura na qual a transição para a martensita é concluída após o resfriamento. Assim, durante o aquecimento, As e Af são as temperaturas em que a transformação da martensita para austenita começa e termina. O uso repetido do efeito de memória de forma pode levar a uma mudança das temperaturas de transformação (este efeito é conhecido como fadiga funcional, como ele está intimamente relacionado com uma alteração microestrutural e propriedades funcionais do material). A temperatura máxima na qual SMAs não podem mais ter sua transformação induzida por tensão é chamada de Md, a partir da qual as SMAs sofrem deformação permanente.
A transição da fase martensítica para austenítica é apenas função da temperatura e da tensão, e não do tempo, como a maioria das mudanças de fase são, pois não há difusão envolvida. Da mesma forma, a estrutura da austenita recebe esse nome a partir de ligas de aço de uma estrutura semelhante. É a transição adifusional reversível entre essas duas fases que resulta em propriedades especiais. Enquanto a martensita pode ser formada a partir da austenita pela têmpera de um aço-carbono, este processo não é reversível, portanto o aço comum não apresenta o efeito de memória de forma.
Nesta figura, ξ(T) representa a fração volumétrica de martensita. A diferença verificada entre o aquecimento e o resfriamento apresenta a histerese, indicando que energia mecânica é dissipada no processo. A forma da curva depende das propriedades do material da liga como o endurecimento.

## Estruturas cristalinas
Muitos metais têm várias estruturas cristalinas distintas para uma mesma composição, mas a maioria dos metais não apresenta o efeito de memória de forma. A propriedade especial que permite que aliga de memória de forma retorne à sua forma original após o aquecimento, é que a sua transformação cristalina é totalmente reversível. Na maioria das transformações cristalinas, os átomos irão atravessar o material por difusão, alterando a composição química localmente, mesmo que o metal como um todo seja feito dos mesmos átomos. Uma transformação reversível não envolve esta difusão de átomos, em vez disso, todos os átomos alteram sua forma cristalina ao mesmo tempo, similarmente a um paralelogramo tornando-se um quadrado ao ser empurrado em dois lados opostos. Em temperaturas diferentes, preferem-se estruturas diferentes, e quando a estrutura é resfriada a fase austenítica atravessa a temperatura de transição gerando a fase martensítica.

## Limitações práticas
SMAs têm muitas vantagens sobre os atuadores tradicionais, mas sofrem uma série de limitações que podem impedir a sua aplicação prática. Em diversos estudos, foi enfatizado que apenas algumas aplicações patenteadas são bem sucedidas comercialmente, devido a limitações do material combinado com a falta de material, conhecimentos de design e ferramentas associadas, tais como inadequada a concepção de abordagens e técnicas utilizadas. O desafio para se utilizar comercialmente a SMA é superar suas limitações, o que inclui um número relativamente baixo de tensão aplicável, baixa freqüência de atuação, baixa capacidade de controle, baixa precisão e baixa eficiência energética.

### Fadiga estrutural e fadiga funcional
As ligas de memória de forma estão sujeitas à fadiga estrutural – um modo de falha no qual carregamentos cíclicos resultam no surgimento e na propagação de trincas que eventualmente causam um falha catastrófica. A física por trás deste modo de falha é a acumulação microestrutural de danos durante o carregamento cíclico. Este modo de falha é observado na maioria dos materiais de engenharia, não apenas SMAs.
SMAs também estão sujeitas a fadiga funcional, um modo de falha que não é típico da maioria dos materiais de engenharia, no qual a SMA não falha estruturalmente, mas perde as suas características de memória ao longo do tempo. Como resultado das ações cíclicas (mecânicas e térmicas), o material perde a sua capacidade para se submeter a uma transformação de fase reversível. Por exemplo, o deslocamento disponível de atuador diminui com o aumento do número de ciclos. A física por trás disso é a mudança gradual na microestrutura, mais especificamente, o acúmulo de deslizamentos e deslocamentos. Isso é muitas vezes acompanhado por uma mudança significativa nas temperaturas de transformação. O projeto de atuadores de SMA pode também influenciar ambos os mecanismos de fadiga atuantes na liga.

### Ativação acidental
Os ativadores da liga de memória de forma (SMA) são acionados, comumente, por Aquecimento Joule (aquecimento em que se passa uma corrente pelo condutor, gerando calor,  como diz a Primeira Lei de Joule). Se essa liga for usada em um ambiente onde a temperatura não é controlada, pode acabar por "ativar" acidentalmente.

## Aplicações

### Industrial

#### Aeronaves e veículos espaciais
Boeing, General Electric Aircraft Engines, Goodrich Corporation, NASA, Texas A&M University e All Nippon Airways desenvolveram a uma saída de turbina com geometria variável usando uma liga de NiTi. Tal projeto permitiria motores a jato mais silenciosos e mais eficientes no futuro. Em 2005 e 2006, a Boeing realizou teste de voo bem sucedidos com este tipo de tecnologia.
Uma variedade de tecnologias visando alterar dinamicamente o formato das asas de aeronaves também estão sendo exploradas.

#### Estruturas Civis
SMAs encontram uma variedade de aplicações em estruturas civis, tais como pontes e edifícios. Uma dessas aplicações é o Concreto Armado Inteligente (IRC, do inglês Intelligent Reinforced Concrete), que incorpora fios de SMA embutidos no concreto. Estes fios podem sentir rachaduras e então atuar na cura destas. Outra aplicação é a variação ativa da freqüência natural de estruturas, usando SMA para amortecer vibrações.

### Medicina
Ligas de memória de forma são aplicadas na medicina, por exemplo, como dispositivos de fixação de próteses em ortopedia, em aparelhos dentários para exercer as constantes forças de movimento sobre os dentes, e na cápsula endoscópica elas podem ser usadas como um gatilho para a realização da biópsia.

#### Odontologia
A gama de aplicações para a SMAs tem crescido ao longo dos anos, sendo a odontologia uma grande responsável por esse desenvolvimento. Um exemplo é a prevalência de aparelhos dentários utilizando a SMA para exercer as forças  necessárias para o movimento dos dentes.